# Boso (album)
Boso – trzeci długogrający album zespołu Zakopower, wydany w 2011 roku przez wytwórnię płytową Kayax. Album zawiera 10 premierowych utworów oraz wcześniej już wydany singel „Bóg wie gdzie”. Płytę promował singel do tytułowej kompozycji „Boso”, który zajął 1. miejsce w zestawieniu Polish Airplay Chart.
Płyta dotarła do 1. miejsca listy OLiS i uzyskała certyfikat potrójnie platynowej.

## Lista utworów
1. „Boso” – 3:44
2. „Bóg wie gdzie” – 3:11
3. „Kropla” – 5:22
4. „Ludzie z kryjówek” – 4:07
5. „Muzyka” – 4:07
6. „Drętwa mowa” – 5:05
7. „Idzie holny” – 4:12
8. „Chodnik w jednom strone” – 4:17
9. „Tak że tak” – 4:29
10. „Ku pamięci” – 6:18
11. „Poduszki” – 4:22